# Операција Мајевица '95
Операција Мајевица 95 је био кодни назив операције и покушај АРБиХ да овлада врховима Столице и Бањ брдо. Ова битка се одвијала у најтежој години ВРС 1995. али упркос свим нападима АРБиХ, ВРС је одбранила врхове на Мајевици и репетитор.

## Ток догађаја
Почетком муслиманских офанзива на Влашићу, почињу и офанзиве на Мајевици. Циљ офанзиве АРБиХ је преузимање репетитора, врхове Столице и Бањ брдо на Мајевици. Бригадни генерал Сеад Делић, командант 2. корпуса АРБиХ, је започео напад дуж широког фронта у Мајевици. Под командом њене 25. дивизије, 2. корпус је ангажовао око 6.000 јуришних трупа из шест бригада за ослобођење и лаке бригаде, подржаних са 8.000 трупа из четири сектора 25. дивизије које су држале планинске бригаде, као и групом тенкова и артиљеријских јединица.
За разлику од Влашића, у првим данима зимске офанзиве на Мајевицу муслиманска страна је претрпјела огромне губитке. Око врхова Столице, Бањ брдо, Колијевка и Мала Јелица се воде тешке борбе. Жесток отпор Срба и дубок снијег приморава АРБиХ да обустави офанзиву. Размјењује се и артиљеријска ватра, УН посматрачи су у једном дану избројали 2.700 детонација граната. Дана 23. марта, битка се наставља, АРБиХ је одбацила српске борце са сјевера и у потпуности довела врх Столице са репетитором у окружење, гдје се воде огорчене борбе српских бранилаца са АРБиХ практично за сам репетитор. Обе стране су претрпјеле више десетина мртвих. Председник РС Радован Караџић 24. марта јавно изјављује да ускоро почиње контраофанзива на Мајевици и помоћ групи српских хероја који у окружењу огорчено бране репетитор. Следећег дана, власти УН-а су изјавиле да је АРБиХ заузела око 50 квадратних километара територије око релеја Столице, али је босанска влада признала да нису заузели сам репетитор. ВРС прави контранапад 25. и 26. марта и артиљеријом туче положаје АРБиХ. Контранапад је изведен од стране специјалних снага ''Пантери'' из 1. Бијељинске бригаде и 3. батаљона војне полиције, који су успјели да се пробију кроз обруч и да успоставе уски коридор до репетитора.
Због снијега и интензивних борби посустаје морал и напади АРБиХ на врх Столице те 2. корпус АРБиХ пребацује нападе са сјеверозападне стране из села Лукавица на села Пипери, Брусница и Вакуф и са југоистока из правца Теочака са циљем да скрене пажњу ВРС са ове операције. Међутим Војска Републике Српске је одбила све нападе.
2. корпус АРБиХ инспирисан побједом 3. корпуса на Влашићу, муслимани 4. априла поново покушавају да опколе врх Столице али су сви напади одбијени. ВРС 6. априла са истим елитним јединицама које су успоставиле коридор са репетитором, праве контраофанзиву и ослобађају окупиране висове око врха Столице. Јединице 2. корпуса АРБиХ се 7. априла повлаче на почетне положаје.

## Последице
Током априла и почетком маја, муслимански борци су покушали неколико напада на српске линије одбране али без успјеха. Мали помак се десио 2. маја када АРБиХ прилази планинском вису Колијевка (870 м). Али главни задатак освајања Столица, највећег врха Мајевице са репетитором, је остао до краја рата недостижан циљ муслиманске стране која је репетитор могла посматрати само преко двогледа. Поновно 2. корпус АРБиХ је током задњег напада на Столице претрпео страховите губитке. Тачни подаци до данас нису објављени али према сведочењу муслимана бројке се врте око неколико стотина мртвих, рањених и промрзлих људи. У временима посље битке, један од српских браниоца репетитора је изнио своје утиске у словеначком часопису Вече: "Да ти кажем истину, ми бисмо изгубили Мајевицу да није било снијега, Муслимани далеко бројнији, оковани у снијегу, су у нападима гинули к'о зечеви".